# Armand Hammer
Armand Hammer, född 21 maj 1898 i New York i New York, död 10 december 1990 i Los Angeles i Kalifornien, var en amerikansk filantrop och företagsledare som var styrelseordförande och vd för det multinationella petroleum- och naturgasbolaget Occidental Petroleum Corporation mellan 1957 och 1990.
Han avlade en Bachelor of Science-examen vid Columbia University.
Asteroiden 3376 Armandhammer är uppkallad efter honom.
Han är farfars far till skådespelaren Armie Hammer.